# 四月危機
四月危机發生於1917年，是俄国临时政府关于俄罗斯继续参加第一次世界大战的立场而引起的社会政治危机，这与寻求结束战争的群众的利益发生冲突。4月20日和21日彼得格勒的工人和士兵爆发了大规模反对战争的示威游行活动。示威者要求解除米留科夫的职务。彼得格勒军区司令拉夫尔·科尔尼洛夫希望武力镇压示威游行，但总理李沃夫王公拒绝使用暴力。临时政府最终接受了外交部长米留可夫和陆军部长古契科夫辞职的条件，并邀请彼得格勒苏维埃成员共同组成联合政府。5月5日双方谈判达成了一致，六位社会主义部长入阁。它导致临时政府与彼得格勒工兵代表苏维埃之间的关系复杂化，并导致了社会革命党人和孟什维克参与的第一个联合政府的形成。